# Rubus doerrii
Rubus doerrii es una especie de planta del género Rubus, perteneciente a la familia Rosaceae.

## Taxonomía
Rubus doerrii fue descrita por H. E. Weber en 2001.

## Distribución
Se encuentra en el territorio de Austria, Suiza y Alemania.